# Francesca Segarelli
Francesca Segarelli, (ur. 5 września 1990 w Rzymie) – dominikańska tenisistka, reprezentantka kraju w rozgrywkach Pucharu Federacji.
W przeciągu swojej kariery wygrała osiem deblowych turniejów rangi ITF. Najwyżej w rankingu WTA była sklasyfikowana na 424. miejscu w singlu (15 czerwca 2015) oraz na 342. miejscu w deblu (2 listopada 2015). Podczas Igrzysk Ameryki Środkowej i Karaibów w 2010 roku zdobyła srebrny medal w grze podwójnej, grając w parze z Daysi Espinal. Z kolejnych igrzysk w 2014 roku Segarelli przywiozła dwa brązowe medale: w singlu oraz w grze mieszanej, podczas której jej partnerem był Víctor Estrella.

## Wygrane turnieje rangi ITF
| turnieje z pulą nagród 100 000 $ |
| turnieje z pulą nagród 75 000 $  |
| turnieje z pulą nagród 50 000 $  |
| turnieje z pulą nagród 25 000 $  |
| turnieje z pulą nagród 15 000 $  |
| turnieje z pulą nagród 10 000 $  |

### Gra podwójna
|    | Data       | Turniej        | Naw.    | Partnerka         | Przeciwniczki                            | Wynik          |
| 1. | 08/12/2008 | Hawana         | Twarda  | Josymar Escalona  | Ana Clara Duarte Davinia Lobbinger       | 7:5, 6:4       |
| 2. | 01/06/2009 | Managua        | Twarda  | Victoria Lozano   | Tristen Dewar Jana Koroliewa             | 6:1, 6:2       |
| 3. | 27/05/2013 | Quintana Roo   | Twarda  | Danielle Mills    | Ana Sofía Sánchez Daniela Schippers      | 6:2, 6:4       |
| 4. | 21/10/2013 | Quintana Roo   | Twarda  | Daniela Schippers | Constanza Gorches Jessica Hinojosa Gómez | 7:5, 7:6(2)    |
| 5. | 04/11/2013 | Lima           | Ceglana | Aldana Ciccarelli | Daniela Farfán Katherine Miranda Chang   | 6:2, 4:6, 10–5 |
| 6. | 11/11/2013 | Lima           | Ceglana | Ana Sofía Sánchez | Daniela Farfán María Fernanda Herazo     | 0:6, 6:4, 10–8 |
| 7. | 18/08/2014 | Duino-Aurisina | Ceglana | Deborah Chiesa    | Alexandra Nancarrow Naomi Totka          | 7:6(3), 6:2    |
| 8. | 07/06/2015 | Manzanillo     | Twarda  | Camila Fuentes    | Constanza Gorches Giuliana Olmos         | 2:6, 6:4, 10–5 |